# Gloria (chanson de Van Morrison)
Pour les articles homonymes, voir Gloria.
Singles de Them
Don't Start Crying Now
(1964) Here Comes the Night
(1965)
Gloria est une chanson rock écrite par Van Morrison et enregistrée pour la première fois fin 1964 par son groupe Them en face B du single Baby, Please Don't Go. Les arrangements musicaux sont d'Arthur Greenslade. Ce 45 tours atteint la 10e place du classement britannique des ventes de singles en janvier 1965, puis la 71e place de son homologue américain en 1966. Au fil des années, la chanson a été l'objet de très nombreuses reprises, et s'est naturellement imposée comme un classique du rock, au même titre que les morceaux Louie Louie, Roll Over Beethoven, Hey Joe ou encore Johnny B. Goode.
La chanson est particulièrement connue pour son refrain énumérant une à une les lettres du nom Gloria, donnant ainsi G-L-O-R-I-A. Très facile à jouer, elle devient vite populaire auprès de ceux qui désirent s'initier à la guitare.
Van Morrison chante son titre en concert sur It's Too Late to Stop Now, en 1973, et sur A Night in San Francisco, en 1994. Il la reprend en studio, en duo avec John Lee Hooker sur Too Long in Exile (1993). Une autre version live de 1979 est utilisée dans le film Van Morrison in Ireland paru, en 1981, en VHS seulement.
En 2000, Gloria reçoit le Grammy Hall of Fame Award.

## Reprises notables
Quelques reprises enregistrées de Gloria, depuis plus de 45 ans, tous pays confondus, le nombre d'artistes ou de groupes ayant repris Gloria, en concert ou en studio, est simplement incalculable.
L'une des plus connues est celle de Patti Smith, sur son album Horses, de 1975, rebaptisée : In Excelsis Deo. La chanteuse retient seulement le refrain original et ajoute des couplets très personnels. Elle la reprend dans une version live, enregistrée à l'occasion du 30e anniversaire de cet album (qu'elle réinterprète en intégralité), le 25 juin 2005, à Londres. Elle chante également Gloria dans Blank Generation/Dancing Barefoot, un film de 1976, réalisé par Amos Poe.
- The Gants (sur leur album Roadrunner), la reprise la plus ancienne, réalisée en novembre 1965.
- The Trashmen, en 1965
- Shadows of Knight (sur l'album Gloria), 10e, en 1966, du classement des ventes de singles américains, soit 61 places au-dessus de la version originale.
- Buffalo Group, sur le label Fine Recordings, vers le milieu des années 1960.
- The Doors, chez Elektra dans une version studio dans l'album Alive, She Cried, album lui-même inclus dans double CD In Concert. Il n'est pas étonnant que les Doors aient interprété cette chanson puisqu'il firent la première partie de Them durant une tournée aux États-Unis. Dans un concert mythique au Whisky-a-Go-Go — fief de la musique psychédélique à Los Angeles — Jim Morrison interprète Gloria en duo avec Van Morrison. Mais aucun enregistrement n'a été fait de l'évènement.
- Jimi Hendrix dans la compilation The Singles Album, dans une version libre et avec de nouvelles paroles.
- Ted Nugent, album Out of Control (1968)
- Frank Zappa dans l'album live Frank Zappa Vs. The Tooth Fairy (1974).
- Santa Esmeralda, avec une version disco dans l'album Don't Let Me Be Misunderstood (1977).
- Eddie and the Hot Rods, en live dans l'album Teenage Depression (1976).
- Noir Désir, en concert au Chat-Bleu à Bordeaux, en 1987.
- Popa Chubby dans l’album Flashed Back (2001).
- Rickie Lee Jones, Live at Red Rocks, Colorado, 2001

On peut encore citer le Grateful Dead, Rick Springfield, R.E.M., 13th Floor Elevators, David Bowie, Elliott Murphy, Simple Minds, Tom Petty, Blues Magoos, Count Five, The Standells, Sky Saxon, Te popaa iti, The Jazz Butcher…
Cette chanson fait partie des extraits interprétés par Laurent Voulzy dans sa chanson-medley Rockollection.

## Gloriadans des films et des publicités
Elle a été utilisée dans plusieurs publicités et plusieurs films :
- L'Angoisse du gardien de but au moment du penalty, 1972, de Wim Wenders. Van Morrisson a offert les droits d'exploitation du morceau à Wenders.
- Un extrait est présent dans le film Deux jours, une nuit des frères Dardenne.
- Outsiders réalisé par Francis Ford Coppola
- Good Morning, Vietnam réalisé par Barry Levinson

Par contre, la chanson du film Ne nous fâchons pas réalisé par Georges Lautner (1966), n'est pas Gloria, même si elle lui ressemble. Son titre Akou, a été écrit, composé et interprété par Graeme Allwright (avec Bernard Gérard) en 1965. Cependant, la chanson "Gloria" est néanmoins présente et chantée dans sa version originale vers la fin du film dans la discothèque.

## Personnel
- Van Morrison : chant
- Pat McAuley : orgue
- Billy Harrison : guitare
- Alan Henderson : basse
- John McAuley : batterie

## Musicien additionnel
- Bobby Graham : batterie
- Arthur Greenslade : percussions